# Jos Deltrap

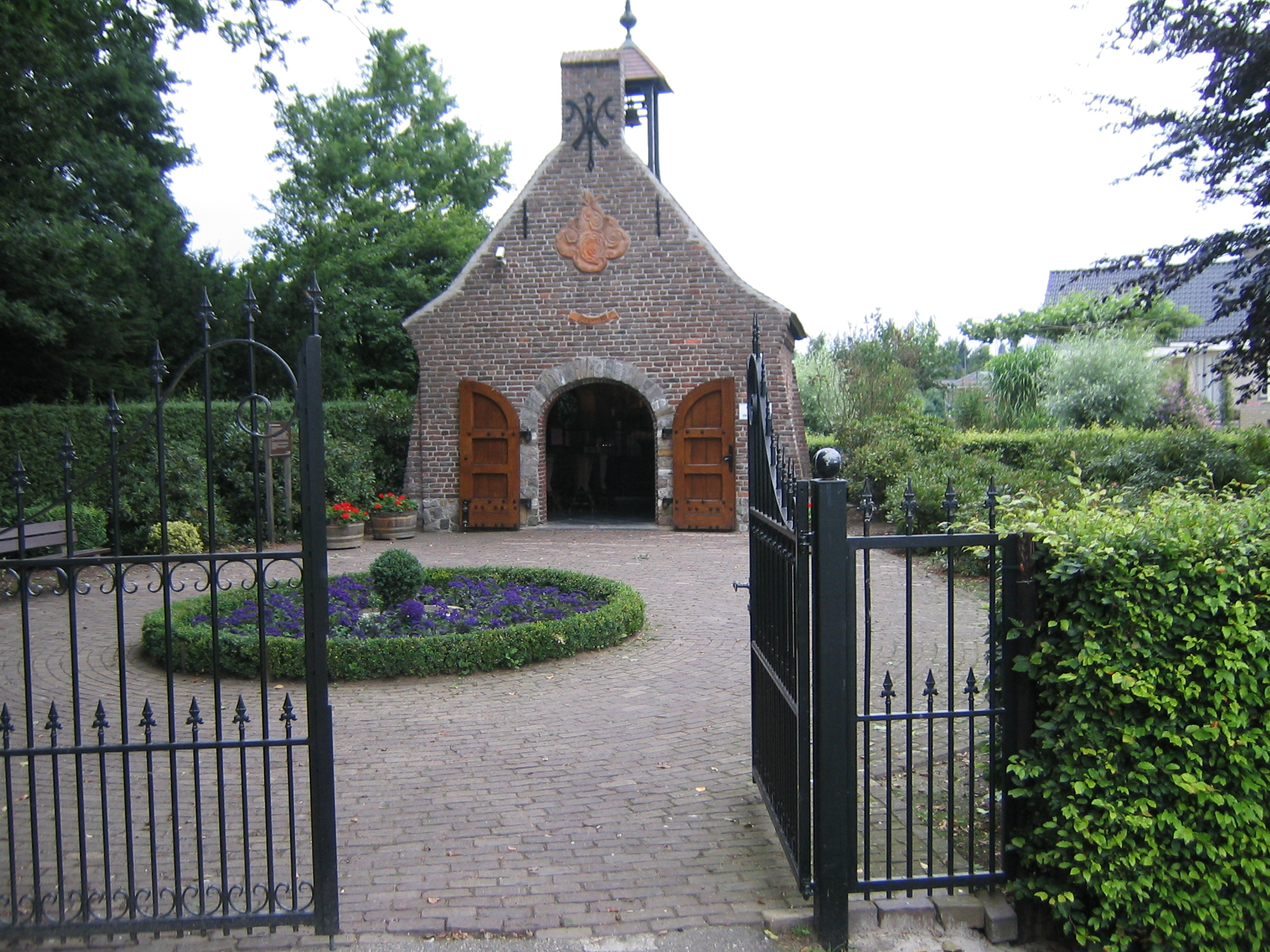
Maria-Vredeskapel, Deurne (1944)

Joseph Frans Marie (Jos) Deltrap (Venlo, 21 mei 1909 - Eindhoven, 12 september 1973) was een Nederlands architect.

## Leven en werk
Jos Deltrap volgde eind jaren twintig de architectenopleiding aan de academie voor beeldende en bouwende kunsten van de RK Leergangen te Tilburg.
Deltrap was in het midden van de twintigste eeuw als architect actief, onder meer van wederopbouwkerken. Aanvankelijk werkte hij in traditionalistische stijl, zoals onder meer blijkt uit de schouwburg Bio-Vink te Deurne, ontworpen in de stijl van de Delftse School. Zijn latere ontwerpen zijn meer modernistisch van aard, zoals de Sint-Willibrorduskerk te Neerkant en de aluminium ingangspartijen van de middeleeuwse Sint-Willibrorduskerk te Deurne.
Deltrap woonde vanaf 1931 te Deurne aan de Heuvelstraat en Burgemeester Van Beekstraat, en was ook voornamelijk in deze regio werkzaam.

## Persoonlijk
Hij huwde op 29 juni 1934 te Würselen met Maria Kalz (Würselen, 27 november 1910 - 2001). Zij werden de ouders van vier dochters en twee zoons.

## Oeuvre (selectie)
| Bouw      | Naam                                        | Plaats     | Bijzonderheden                    | Afbeelding |  |
| --------- | ------------------------------------------- | ---------- | --------------------------------- | ---------- |  |
| 1939      | 5 woningen, Burgemeester Van Beekstraat     | Deurne     |                                   |            |  |
| 1942      | Schouwburg-theater Bio-Vink                 | Deurne     |                                   |            |  |
| 1942      | Woonhuis met stalling voor P.M. van de Goor | Neerkant   |                                   |            |  |
| 1942      | Hotel-café Van Baars                        | Deurne     |                                   |            |  |
| 1944      | Maria-Vredeskapel                           | Deurne     |                                   |            |  |
| 1947      | 12 Woningen, Beatrixstraat                  | Zeilberg   | In de volksmond "de 12 Apostelen" |            |  |
| 1948      | Woonhuis voor P. Jacobs                     | Vlierden   |                                   |            |  |
| 1950-1951 | Sint-Willibrorduskerk                       | Helenaveen |                                   |            |  |
| 1957      | Sint-Willibrorduskerk                       | Neerkant   |                                   |            |  |
| 1961-1964 | Sint-Willibrorduskerk                       | Deurne     | Restauratie en verbouwing         |            |  |
| 1967      | Kleuterschool, Haag                         | Deurne     |                                   |            |  |

## Trivia
- Het metselpatroon Kropholler wordt ook wel Deltrapverband genoemd.